# Dragolj
Dragolj (em cirílico: Драгољ) é uma vila da Sérvia localizada no município de Gornji Milanovac, pertencente ao distrito de Moravica, na região de Šumadija. A sua população era de 341 habitantes segundo o censo de 2011.

## Demografia
| 1948 | 1953 | 1961 | 1971 | 1981 | 1991 | 2002 | 2011 |
| ---- | ---- | ---- | ---- | ---- | ---- | ---- | ---- |
| 974  | 971  | 892  | 726  | 613  | 512  | 364  | 341  |